# Concepción Marrero
María Concepción Marrero Valero (Santa Cruz de Tenerife, 20 ottobre 1955) è un'ex cestista spagnola.

## Carriera
Con la Spagna ha disputato i Campionati europei del 1976.